# Усть-Сыны
Усть-Сыны — село в составе Краснокамского городского округа в Пермском крае России. Постоянное население села 512 чел.(2002), 463 (2010)

## История
Деревня была основана предположительно в XVII веке. Упоминается с 1790 года. Селом стала после постройки в 1914 году Пророко-Ильинской церкви.
До 2018 года входило в Майское сельское поселение Краснокамского района. После упразднения обоих муниципальных образований вошло в состав образованного муниципального образования Краснокамского городского округа.

## География
Село расположено примерно в 6 километрах на юго-запад от города Краснокамск недалеко от устья реки Сын, впадающей в реку Сюзьва.
Климат
Климат умеренно континентальный. Наиболее тёплым месяцем является июль, средняя месячная температура которого 17,4—18,2 °C, а самым холодным январь со среднемесячной температурой −15,3…−14,7 °C. Продолжительность безморозного периода 110 дней. Снежный покров удерживается 170—180 дней.

## Население
| 2010 |
| ---- |
| 463  |

Национальный состав
Согласно результатам переписи 2002 года, в национальной структуре населения русские составляли 94 % от общей численности в 512 чел.

## Инфраструктура
Сельский дом культуры, детский сад № 30 (требуют капитальный ремонт), фельдшерско-акушерский пункт.
Планируется организация пригородной зоны по производству овощей и цельного молока; возведение очистных сооружений; межпоселкового газопровода Усть-Сыны — Клепики.

## Транспорт
Главная планировочная ось селения складывается вдоль автодороги «Подъезд к г. Перми от а/д М-7 Волга». Требует ремонта автодорога село «Усть-Сыны-деревня Шилово».
Остановка общественного транспорта «Усть-Сыны».